# Brachythemis
Brachythemis là một chi chuồn chuồn ngô thuộc họ Libellulidae. 

## Các loài
Chi này gồm các loài:
- Brachythemis contaminata (Fabricius, 1793) - Ditch Jewel[2]
- Brachythemis fuscopalliata (Selys, 1887) - Dark-winged Groundling[3]
- Brachythemis impartita (Karsch, 1890) - Northern Banded Groundling[4]
- Brachythemis lacustris (Kirby, 1889) - Red Groundling[5]
- Brachythemis leucosticta (Burmeister, 1839) - Banded Groundling[6]
- Brachythemis wilsoni Pinhey, 1952 - Wilson's Groundling[7]

## Hình ảnh

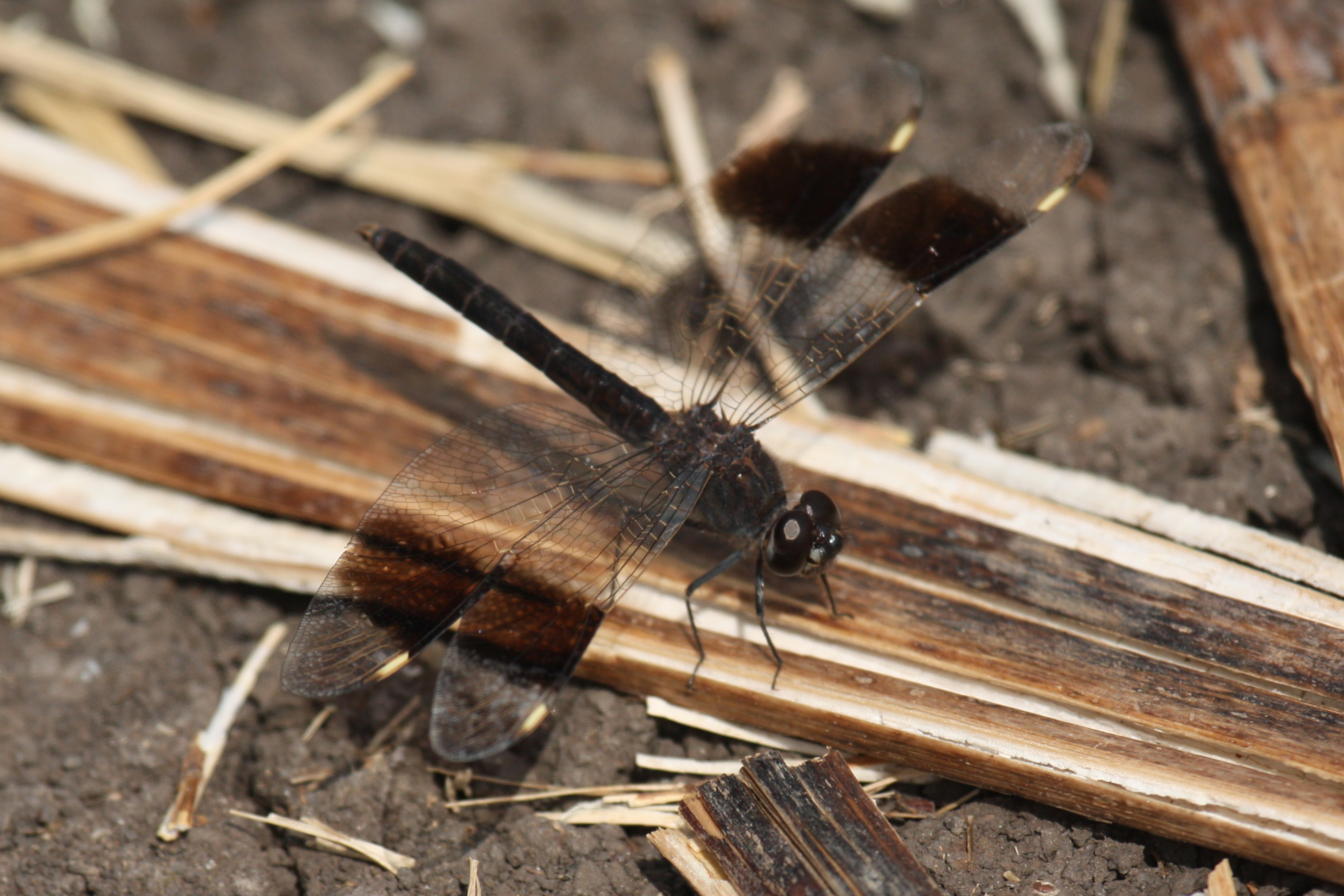
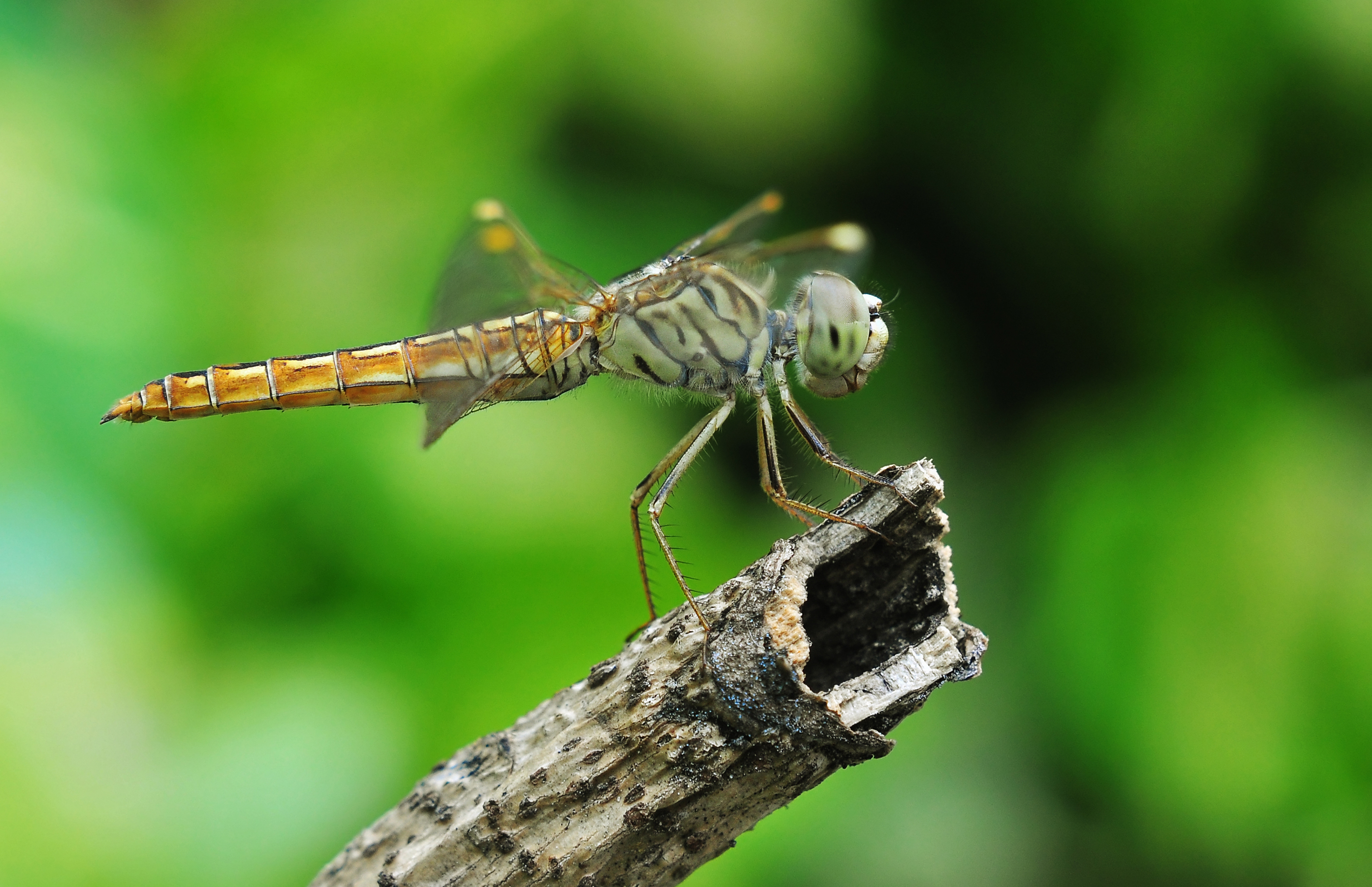